# Josh Weston
Chad Jason Hull (Sparks, 20 de janeiro de 1973 — São Francisco, 16 de dezembro de 2012), melhor conhecido como Josh Weston, foi um ator pornográfico que atuou em filmes voltados para o público gay. Ele chamava muita atenção com seu físico musculoso, atuando em filmes com atores bodybuilders, como François Sagat, Matthew Rush, entre outros, tendo atuado em mais de 25 filmes desde o inicio de sua carreira.

## Biografia

### Vida
Em uma entrevista, Weston afirma que sua cidade natal era muito pequena, sendo que na adolescência ele resolveu praticar esportes para passar o tempo. Um dos motivos para começar a praticar esportes foi o seu físico franzino, que começou a se desenvolver após começar a praticar natação.
Na faculdade, ele começou a estudar educação física, tendo se mudado para São Francisco após se formar. Lá ele começou a trabalhar como personal trainer em academias da cidade.

### Carreira
Segundo conta, uma noite ele foi convidado por um amigo para ir a um clube chamado Nob Hill Theatre. Era uma noite voltada para dançarinos amadores, e Weston foi convidado por um dos competidores para subir ao palco. Para complementar a renda, ele começou a trabalhar como dançarino na boate.
Em uma noite, o clube estava recebendo um evento da produtora Falcon realizado pela transformista Chi Chi LaRue. Tempos depois ele foi convidado para trabalhar com filmes, assinado seu contrato com a Falcon em 2001, e se tornando um dos atores principais da companhia. Weston foi exclusivo da Falcon entre 2001 e 2005, sendo que em 2006 ele começou a aparecer em filmes da produtora Colt. Nesse mesmo ano ele saiu de São Francisco e se mudou para Nova Iorque. Em 2003, ele ganhou o prêmio de melhor ator do GayVn por Deep South: The Big and the Easy.
Em 2008, começou a atuar em filmes bareback.
Recentemente, um site afirmou que estava escrevendo uma biografia, onde ele revela que foi garoto de programa e como é sua vida como ator pornográfico. O título temporário é Sleeping Your Way To The Bottom.

## Morte
Segundo sites de notícias do ramo, Weston morreu em um hospital em São Francisco, com a idade de 39 anos em 16 de dezembro de 2012, a partir de choque séptico e endocardite bacteriana, que foram complicações relacionadas ao seu status de HIV positivo.

## Videografia selecionada[7]
- Deep South: the Big, the Easy
- Fuck Engine
- Bareback Power Bottoms
- Fleet Week
- Bodybuilders Bareback
- Link: The Evolution
- The Muscle Pit
- Obsession of DO
- Communion
- Rush
- Boot Black Blues
- Hard Studies
- Manly Heat: Scorched
- Minute Man 28: Peak Experience
- Hard Studies
- Heaven to Hell
- Super Soaked
- Getting It Straight
- In Bed With
- Kept
- Taking Flight Part 2
- Addiction: Part 1
- Addiction: Part 2
- Big Timber
- Drenched Part 2
- Good as Gold
- Hot Wired 2
- Quarterback Sack
- Alone With - Volume 4
- Branded
- The Dark Side
- Deception - Part 1
- Deception - Part 2
- Deep South Part 1
- Deep South Part 2
- Splash Shots III